# فلونیا
فلونیا ترکیبی از تریاک، بنگ، حشیش و دیگر مواد مخدر بود که به صورت تکه‌هایی که حب می‌گفتند، ساخته می‌شد و در قوطی‌های خاص آماده می‌کردند. فلونیا در زمان صفویان به ویژه در دربار صفوی رایج بود. شاه اسماعیل دوم در سال۱۵۷۷ میلادی به وسیله فلونیای آغشته به سم کشته شد. فلونیا از تخم شاهدانه و شیرابه خشخاش نیز ساخته می‌شد و به عنوان ماده سکرآور و تسکین دهنده به کار می‌رفت. در دوران صفوی، تنها پادشاهی که به‌طور جدی با استعمال افیون و فلونیا و شربت خشخاش مخالفت آشکار می‌کرد، شاه عباس یکم بود. شاه اسماعیل دوم در مدت زندانی خود در قلعه قهقهه به فلونیا اعتیاد شدیدی پیدا کرده بود.
- در فرهنگ معین، فلونیا این گونه تعریف شده‌است: فلونیا معجونی است که از تخم شاهدانه و شیره خشخاش می‌ساختند و به عنوان مسکر و مسکن به کار می‌بردند.[۵]
- در تعریف دیگری که سده خوارزمشاهیان آمده: فلونیا یک ماده خطرناک و کشنده است، که ترکیب چند گیاه سمی و مخدر ساخته می‌شود، مصرف این دارو باعث می‌شود که ادم به‌طور موقت احساس قدرت و نیرو کند، اما با گذشت زمان مغز آدم از کار می‌افتد و بدنش ضعیف و بیمار می‌شود.[۶]